# St. Martin (Ohio)
St. Martin – wieś w Stanach Zjednoczonych, w stanie Ohio, w hrabstwie Brown.